# Korsholms gymnasium
Korsholms gymnasium är en svenskspråkig gymnasieskola i Korsholm grundad 1 augusti 1975. Skolan har dock anor som går tillbaka till början av 1900-talet i form av Vasa svenska samskola, som grundades 1907 och dimitterat studenter sedan 1914.

### Fotnoter
1. 1 2  ”Historik”. Korsholm. 27 februari 1975. https://www.korsholm.fi/skolor/korsholms-gymnasium/historik/. Läst 10 september 2017.
2. ↑  ”Korsholms gymnasium får ny rektor”. Yle.fi. 7 juni 2017. https://svenska.yle.fi/artikel/2017/06/06/korsholms-gymnasium-far-ny-rektor. Läst 10 september 2017.